# Astelia waialealae
Astelia waialealae е вид растение от семейство Asteliaceae. Видът е критично застрашен от изчезване.

## Разпространение
Разпространен е в САЩ.